# Ludwik Jerzy Kern
Ludwik Jerzy Kern (* 29. Dezember 1920 in Łódź; † 29. Oktober 2010 in Krakau) war ein polnischer Schriftsteller, Journalist und literarischer Übersetzer.

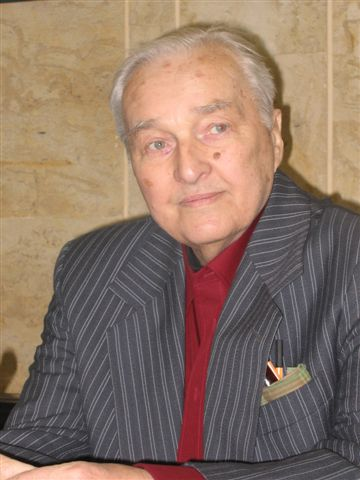
Ludwik Jerzy Kern (2006)

## Leben
Ludwik Jerzy Kern wuchs in seiner Geburtsstadt Łódź auf, wo er auch das Abitur am Humanistischen Gymnasium bestand. 1938 veröffentlichte er erste Gedichte in der Zeitschrift Ilustrowany Kurier Codzienny. Nach dem Überfall Deutschlands am 1. September 1939 wurde er Soldat und nahm an den Septemberkämpfen gegen die Besatzer teil. Nach der vollständigen Besetzung Polens schlug er sich mit Gelegenheitsarbeiten durch. Nach der Niederschlagung des Warschauer Aufstands ging Kern nach Krakau. 1945 erschienen weitere Gedichte in Krakau. 1947 ging für die Polnische Presseagentur erneut nach Łódź, siedelte aber 1948 endgültig nach Krakau über.
Von 1948 bis 1982 gehörte Ludwik Jerzy Kern der Redaktion der Wochenzeitschrift Przekrój an. 1982 wurde er offiziell pensioniert, schrieb jedoch als freier Mitarbeiter weiterhin für das Magazin. Die Zusammenarbeit wurde erst 2002 nach dem Umzug der Redaktion nach Warschau beendet.
Neben der journalistischen Tätigkeit schrieb Kern zahlreiche Liedtexte für Interpreten wie Mieczysław Fogg, satirische Programme. Eines seiner populärsten Bücher ist das Kinderbuch Der fabelhafte Ferdinand, das auch als Zeichentrickserie im polnischen Fernsehen lief. Er veröffentlichte Texte unter zahlreichen Pseudonymen: u. a. Dr Wist, Eljotka, Fra Lodowico Giorgio Cern, H. Olekinaz, Holekinaz, Louis George Cern, Ludwik Jerzy Coeurn und Ludwik Jerzy Życzliwy. Kern übersetzte Bücher u. a. von Isaac Bashevis Singer, Roald Dahl und Uri Orlev ins Polnische.
Ludwik Jerzy Kern war von 1942 bis 1948 mit Adela Nowicka verheiratet und seit 1954 mit der Schauspielerin und Theaterregisseurin Marta Stebnicka (* 1925).

## Kinderbücher
- Mein Elefant heisst Dominik. Übersetzt von Karin Wolff. Stuttgart: Thienemanns, 1972. ISBN 3-522-11800-6
- Ferdinand Fabelhaft oder wie ein Hund auf den Mensch kam. Würzburg: Arena, 1997. ISBN 3-401-04603-9